# Harig vingergras
Harig vingergras (Digitaria sanguinalis, basioniem: Panicum sanguinale) of bloedgierst is een eenjarige plant, die behoort tot de grassenfamilie (Poaceae). 
De plant komt van nature voor in Europa en is van daar uit verspreid over de hele wereld. De plant komt op de Waddeneilanden na in heel Nederland voor. Harig vingergras lijkt veel op handjesgras (Cynodon dactylon), maar het tongetje van handjesgras bestaat uit haartjes in plaats van een vliesje.

## Kenmerken
De plant wordt 10–60 cm hoog en heeft een liggende of opstijgende groeiwijze. De liggende stengels vormen op de knopen wortels. Dit in tegenstelling tot glad vingergras (Digitaria ischaemum). De korte, 3–10 mm brede, lichtgroene bladeren zijn van boven behaard evenals de bladschede. Het vliezige tongetje is 1,5 mm lang.
Harig vingergras bloeit van juli tot de herfst. De meestal paars aangelopen bloeiwijzen bestaan uit vier tot zes schijnaren, die aan de top van de stengel staan ingeplant. De 2,5–3,5 mm lange aartjes zijn elliptisch-eivormig en vrij stomp. Ze staan met twee bij elkaar. Het onderste kelkkafje is klein, het tweede kelkkafje is half zo lang als het aartje en het heeft drie nerven. Het 'derde kelkkafje' is het onderste kroonkafje van de onvruchtbare bloem en is even lang als het aartje. De kroonkafjes zijn ongeveer 2,2 mm lang. De stempels en de 0,5 mm lange helmhokjes zijn purper kleurig. De geelachtigbruine, aan twee kanten spitse vrucht is een 2–3 mm lange en 1,5 mm brede graanvrucht.
De plant komt voor op zandige akkers, in moestuinen, aan wegranden en langs spoorwegen.

## Toepassingen
De zaden kunnen tot meel vermalen gebruikt worden voor het maken van pasta.
In de middeleeuwen werd vingergras in Centraal-Europa als graangewas geteeld. Rond het einde van de zeventiende eeuw werd de plant veelal vervangen door mannagras. Op sommige plaatsen daar in tegen, zoals in Bohemen en Stiermarken, werd dit nog steeds gebruikt tot aan het einde van de achttiende eeuw. De plant werd geoogst met behulp van de aarsnede. Omdat de aartjes op verschillende tijden rijp worden, werd vingergras al geoogst met halfrijpe aren, anders waren de beste aren al weg. Volgens Adam Maurizio, een Zwitserse botanicus, zou de gekweekte variant een betere smaak hebben dan de wilde. Hij vergelijkt de smaak met rijst.

## Namen in andere talen
De namen in andere talen kunnen vaak eenvoudig worden opgezocht met de interwiki-links.
- Duits: Blut-Fingerhirse, Bluthirse
- Engels: Hairy Finger-grass, Large Crabgrass, Common crabgrass
- Frans: Digitaire sanguine

|  |  |